# Todirostre à dos noir
Pour les articles homonymes, voir Todirostre à dos noir (homonymie).
Poecilotriccus pulchellus
Espèce
Statut de conservation UICN

 LC : Préoccupation mineure
Le Todirostre à dos noir (Poecilotriccus pulchellus) est une espèce de passereaux de la famille des tyrannidés.

## Répartition
Cette espèce est endémique du sud-est du Pérou.

## Systématique
D'après le Congrès ornithologique international, c'est une espèce monotypique.
synonymesTodirostrum pulchellum (protonyme), Poecilotriccus calopterus pulchellus